# Proconsulidae
Famille
Les Proconsulidae sont une famille éteinte de singes catarrhiniens appartenant à la super-famille des Hominoidea, et ayant vécu en Afrique de l'Est durant le Miocène inférieur et moyen.

## Arbre phylogénétique[Quoi ?]
Phylogénie des familles de singes, d'après Perelman et al. (2011) et Springer et al. (2012) :
| Cercopithecoidea | Cercopithecidae (Babouin, Macaque, Colobe…)                                                                   |
|                  | Cercopithecidae (Babouin, Macaque, Colobe…)                                                                   |
| Hominoidea       | \| \| Hylobatidae (Gibbon) \| \| \| \| \| \| Hominidae (Orang-outan, Gorille, Chimpanzé et Homme) \| \| \| \| |
|                  | \| \| Hylobatidae (Gibbon) \| \| \| \| \| \| Hominidae (Orang-outan, Gorille, Chimpanzé et Homme) \| \| \| \| |
|                  | Hylobatidae (Gibbon)                                                                                          |
|                  | |
|                  | Hominidae (Orang-outan, Gorille, Chimpanzé et Homme)                                                          |
|                  | |

|  | Hylobatidae (Gibbon)                                 |
|  |                                                      |
|  | Hominidae (Orang-outan, Gorille, Chimpanzé et Homme) |
|  |                                                      |

|  | Cebidae (Sapajou, Singes-écureuil, Ouistiti, Tamarin…)                                                  |
|  | |
|  | \| \| Pitheciidae (Saki, Ouakari, Titi…) \| \| \| \| \| \| Atelidae (Atèle, Singe-hurleur…) \| \| \| \| |
|  | |
|  | Pitheciidae (Saki, Ouakari, Titi…)                                                                      |
|  | |
|  | Atelidae (Atèle, Singe-hurleur…)                                                                        |
|  | |

|  | Pitheciidae (Saki, Ouakari, Titi…) |
|  |                                    |
|  | Atelidae (Atèle, Singe-hurleur…)   |
|  |                                    |

| Cercopithecoidea | Cercopithecidae (Babouin, Macaque, Colobe…)                                                                   |
|                  | Cercopithecidae (Babouin, Macaque, Colobe…)                                                                   |
| Hominoidea       | \| \| Hylobatidae (Gibbon) \| \| \| \| \| \| Hominidae (Orang-outan, Gorille, Chimpanzé et Homme) \| \| \| \| |
|                  | \| \| Hylobatidae (Gibbon) \| \| \| \| \| \| Hominidae (Orang-outan, Gorille, Chimpanzé et Homme) \| \| \| \| |
|                  | Hylobatidae (Gibbon)                                                                                          |
|                  | |
|                  | Hominidae (Orang-outan, Gorille, Chimpanzé et Homme)                                                          |
|                  | |

|  | Hylobatidae (Gibbon)                                 |
|  |                                                      |
|  | Hominidae (Orang-outan, Gorille, Chimpanzé et Homme) |
|  |                                                      |

|  | Cebidae (Sapajou, Singes-écureuil, Ouistiti, Tamarin…)                                                  |
|  | |
|  | \| \| Pitheciidae (Saki, Ouakari, Titi…) \| \| \| \| \| \| Atelidae (Atèle, Singe-hurleur…) \| \| \| \| |
|  | |
|  | Pitheciidae (Saki, Ouakari, Titi…)                                                                      |
|  | |
|  | Atelidae (Atèle, Singe-hurleur…)                                                                        |
|  | |

|  | Pitheciidae (Saki, Ouakari, Titi…) |
|  |                                    |
|  | Atelidae (Atèle, Singe-hurleur…)   |
|  |                                    |

## Sous-familles
Les Proconsulidae (Leakey, 1963) comprennent deux sous-familles éteintes de singes ayant vécu en Afrique de l'Est au Miocène :
- les Proconsulinae (Leakey, 1963)
- les Nyanzapithecinae (Harrison, 2002)

## Proconsulinae
La sous-famille des Proconsulinae comprend 2 genres et 7 espèces, décrites sur la base de fossiles trouvés au Kenya et en Ouganda et datés entre 22 et 14 millions d'années :
- † Proconsul (Hopwood, 1933)[3]
  - † Proconsul africanus (Hopwood, 1933)
  - † Proconsul major (Le Gros Clark & Leakey, 1950)
  - † Proconsul gitongai (Pickford & Kunimatsu, 2005)
  - † Proconsul meswae (Harrison & Andrews, 2009)
  - † Proconsul legetetensis (Pickford et al., 2009)

- † Ekembo (McNulty et al., 2015)[3]
  - † Ekembo nyanzae (Le Gros Clark & Leakey, 1950)
  - † Ekembo heseloni (Walker et al., 1993)

## Nyanzapithecinae
La sous-famille des Nyanzapithecinae comprend 6 genres et 10 espèces, décrites sur la base de fossiles trouvés au Kenya et en Tanzanie et datés entre 25 et 13 millions d'années :
- † Nyanzapithecus (Harrison, 1987)[4]
  - † Nyanzapithecus vancouveringorum (Andrews, 1974)
  - † Nyanzapithecus pickfordi (Harrison, 1986)
  - † Nyanzapithecus harrisoni (Kunimatsu, 1997)
  - † Nyanzapithecus alesi (Nengo et al., 2017)
- † Xenopithecus (Hopwood, 1933)[4]
  - † Xenopithecus koruensis (Hopwood, 1933)
- † Mabokopithecus (Koenigswald, 1969)[4]
  - † Mabokopithecus clarki (Koenigswald, 1969)
- † Rangwapithecus (Andrews, 1974)[4]
  - † Rangwapithecus gordoni (Andrews, 1974)
- † Turkanapithecus (Leakey & Leakey, 1986)[4]
  - † Turkanapithecus kalakolensis (Leakey and Leakey, 1986)
  - † Turkanapithecus rusingensis (Pickford et al., 2010)
- † Rukwapithecus (Stevens et al., 2013)[4]
  - † Rukwapithecus fleaglei (Stevens et al., 2013)